# Alfons Fügel
Alfons Fügel (* 10. August 1912 in Bonlanden (Filderstadt); † 10. Oktober 1960 in Esslingen) war ein deutscher Sänger (Tenor), der besonders als Opernsänger in der Zeit zwischen 1938 und 1943 zu den führenden Vertretern seines Faches gehörte, nach dem Ende des 2. Weltkrieges  aber nicht mehr an die Erfolge seiner kurzen Karriere anschließen konnte.
Er starb mit nur 48 Jahren an den Folgen eines Herzinfarktes, den er bei einem Konzert erlitten hatte.

## Leben
Alfons Fügel war der Sohn des Plattenlegers Georg Fügel und wuchs in den einfachen Verhältnissen einer neunköpfigen Familie auf. Er selbst erlernte das Handwerk des Vaters. Der Gesang spielte in der Familie eine große Rolle. Der Junge durfte den Vater in die Singstunde des Arbeitergesangvereins Liederkranz begleiten, früh wurden die Qualität seiner Stimme und seine Begabung erkannt, mit 15 Jahren trat er zum ersten Mal als Solist auf. Alfons Fügels Stuttgarter Klavierlehrer Kriesmann stellte den Kontakt mit dem Kammersänger Fritz Windgassen (Vater von Wolfgang Windgassen) her, der Alfons Fügel ein Gesangsstudium bei dem Gesangslehrer Gustav Bomblatt empfahl.
Nach einer 1936 am Stuttgarter Staatstheater erfolgreichen Eignungsprüfung bekam Alfons Fügel ein Stipendium an der Opernschule bei Fritz Windgassen. Bereits ein Jahr später, erhielt er ein Engagement am Stadttheater Ulm, wo er im Oktober 1937 in der Oper Die lustigen Weiber von Windsor von Otto Nicolai in der Rolle des Fenton sein Debüt gab. Es folgte ein Engagement an das Opernhaus Graz, an dem er im September 1939 in Richard Wagners Oper Der fliegende Holländer die Spielzeit eröffnete. Zu der Tätigkeit des allmählich berühmt werdenden Sängers an der Oper kamen Einladungen zu Konzertauftritten in Stuttgart, München und Berlin.

Eine der bekanntesten Aufnahmen von Alfons Fügel. Sie entstand mitten im 2. Weltkrieges am 18. Januar 1942 im von Bomben bedrohten Berlin für das Schallplatten-Label Polydor der Deutschen Grammophongesellschaft.

Die große Karriere Fügels begann 1940, als er von Clemens Krauss an die Bayerische Staatsoper nach München geholt wurde. Fügel erweiterte sein Repertoire mit dem deutschen und italienischen Liedschaffen und zu den bereits beherrschten lyrischen Rollen wurden die dramatischen Partien der deutschen, französischen und italienischen Oper erarbeitet. Die Übertragung der Oper La Bohème von Giacomo Puccini an Weihnachten 1940 im Großdeutschen Rundfunk bedeutete für Alfons Fügel, der die Rolle des Rodolfo (Rudolf) sang, die Festigung seiner Position als einer der führenden Tenöre seiner Zeit. Das Urteil der Presse war einhellig, Fügel wurde mit den großen italienischen Tenören wie zum Beispiel Enrico Caruso verglichen.
Kriegsbedingt blieb Fügel eine internationale Karriere an den großen Opernbühnen des Auslandes versagt und auch im Inland kamen die künstlerischen Aktivitäten nach der Verkündigung des „totalen Krieges“ durch Joseph Goebbels am 18. Februar 1943 und der Schließung der Theater nahezu zum Erliegen. Im Oktober 1943 gab Fügel jedoch noch Liederabende in Wien und Graz Fügel trat auch im Rahmen der Truppenbetreuung der Deutschen Wehrmacht auf und nahm an den Wunschkonzerten der Soldaten teil. 1944 stand Fügel in der Gottbegnadeten-Liste des Reichsministeriums für Volksaufklärung und Propaganda.
Nach Kriegsende 1945 konnte Fügel, mitbedingt durch stimmliche und gesundheitliche Probleme, nicht mehr an seine früheren Erfolge anknüpfen. Er trat noch in Konzerten und im Rundfunk auf, aber trotz seiner Erfolge war die große Karriere des Sängers vorbei. Nach seiner Rückkehr nach Bonlanden 1950 eröffnete Alfons Fügel mit seiner Familie ein Café in der jetzigen Alfons-Fügel-Straße.
Während eines Konzertes am 8. Oktober 1960 in Esslingen, als Fügel das Wolgalied aus der Operette Der Zarewitsch von Franz Lehár sang, erlitt er einen Herzinfarkt und starb zwei Tage später im Alter von 48 Jahren in einem Esslinger Krankenhaus.

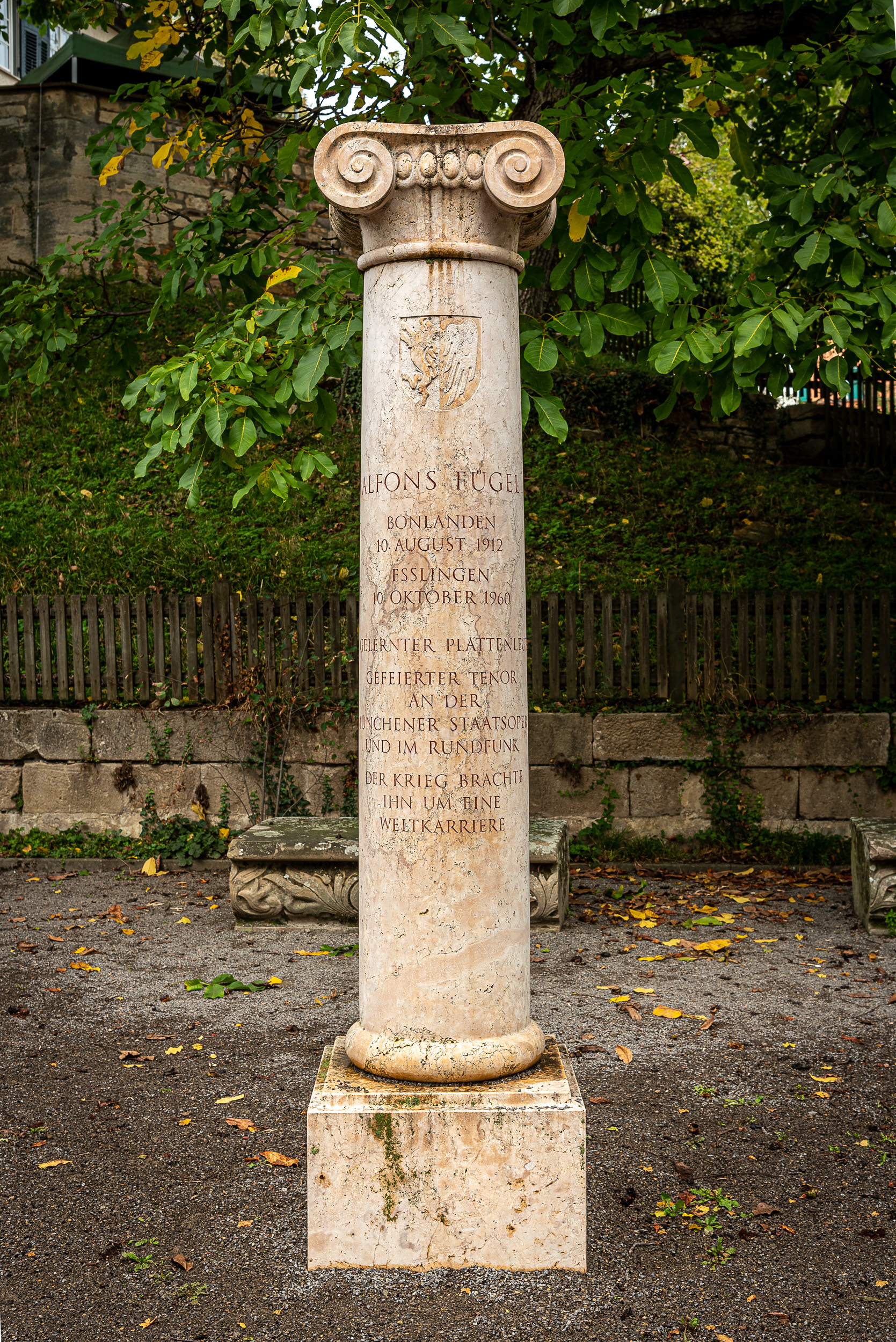
Alfons Fügel Denkmal, Bonlanden

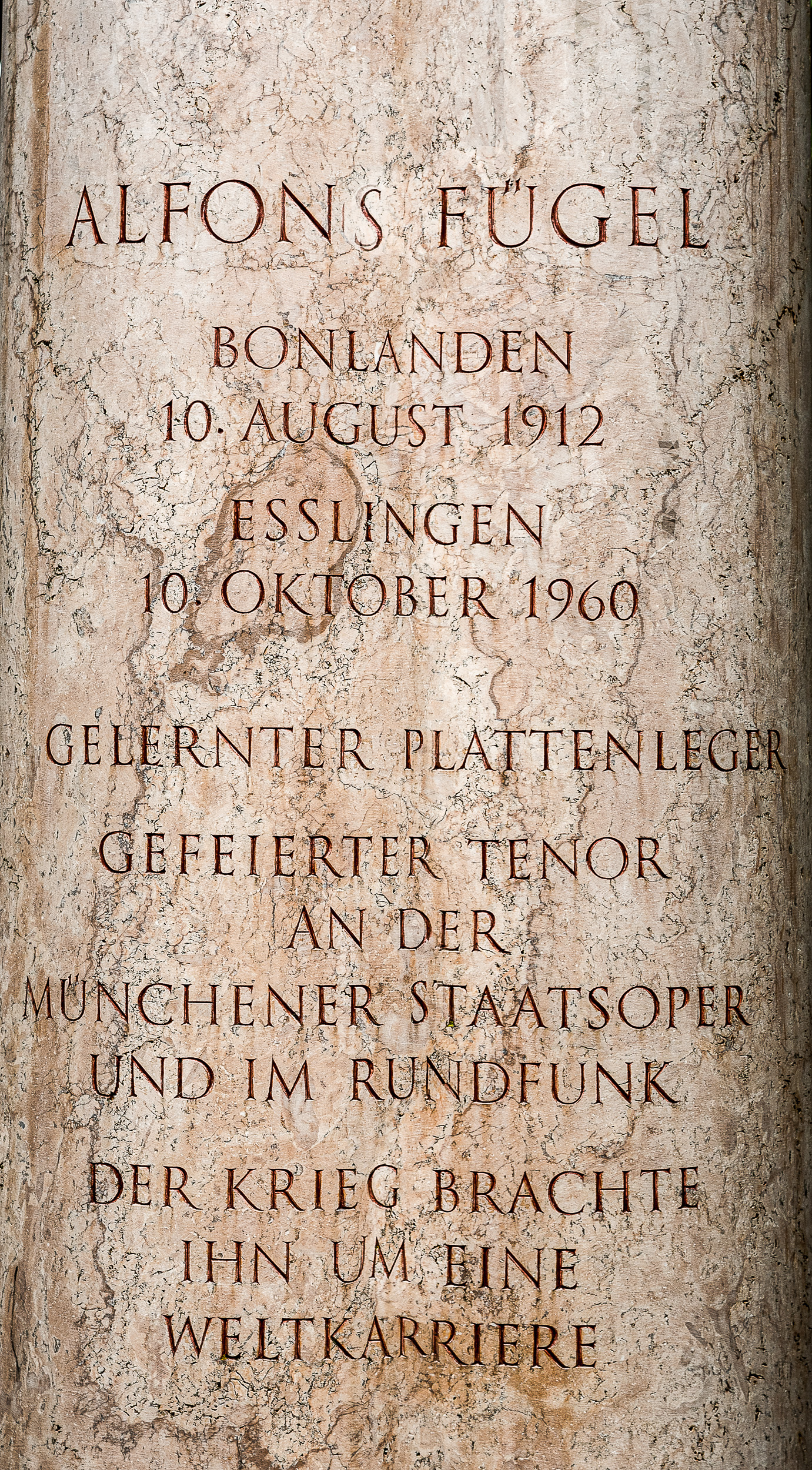
Alfons Fügel Denkmal, Bonlanden, Detail

Alfons Fügel fand auf dem Friedhof seines Heimatortes Bonlanden seine letzte Ruhestätte.
Nach ihm wurden in Bonlanden eine Straße und ein Saal benannt. Aus Anlass des 100. Geburtstages des Sängers wurde im Jahre 2012 die von dem Bildhauer Gsell Uli geschaffene und durch Spendengelder finanzierte Alfons-Fügel-Gedenksäule eingeweiht.

## Diskografie (Auswahl)

### Alben
- Alfons Fügel. Historische Aufnahmen (Tonstudio Bauer; 1950)
- Verdi: Violetta (La Traviata). Gesamtausgabe historische Tondokumente. Mit u. a. Margot Guilleaume, Alfons Fügel, Karl Kronenberg, Erika Winkler, Chor und Orchester des Stuttgarter Rundfunks, Dirigent: Franz Müller-Kray (Cantus Classics; 2000)
- Lieder mit Alfons Fügel. Historische Aufnahmen. Mit u. a. Heinrich Baumgartner, Hans Altmann (Klavier), Orchester des Bayerischen Rundfunks, Dirigent: Werner Schmidt-Bölcke (Herausgegeben von der Gemeinde Bonlanden; o. J.)

### Weitere Tondokumente
Vollständige Diskographie in: Fridhardt Pascher: Alfons Fügel (= Günter Walter (Hrsg.): Stimmen, die um die Welt gingen. Ein Magazin für Freunde historischer Schallaufzeichnungen). Walter-Verlag, Münster, Heft Nr. 65, September 1999.
Die meisten erhaltenen Aufnahmen mit Alfons Fügel, die von Fridhardt Pascher und der Gemeinde Bonlanden ausfindig gemacht und veröffentlicht wurden, sind auf YouTube zugänglich. Es handelt sich um Überspielungen alter Schellack- und Langspielplatten sowie Rundfunkaufnahmen auf CD.